# Geimano Guyon
Geimano Guyon (14 novembre 1974) è un ex calciatore tahitiano, di ruolo attaccante.

## Carriera

### Nazionale
Ha debuttato in Nazionale il 7 luglio 2002, in Tahiti-Isole Salomone (3-2). Ha messo a segno le sue prime reti con la maglia della Nazionale il 30 giugno 2003, in Tahiti-Micronesia (17-0), gara in cui ha segnato tre reti (quella del momentaneo 5-0 al minuto 32, quella del momentaneo 7-0 al minuto 41 e quella del momentaneo 9-0 al minuto 56). Ha partecipato, con la Nazionale, alla Coppa d'Oceania 2002. Ha collezionato in totale, con la maglia della Nazionale, 6 presenze e tre reti.